# Ernest Edward Austen
Pour les articles homonymes, voir Austen.
Le major Ernest Edward Austen est un entomologiste britannique, né le 19 octobre 1867 à Londres et mort le 16 janvier 1938 dans cette même ville.

## Biographie
Il est le fils d’Ambrose Austen. Il fait ses études à Heidelberg en Allemagne. Austen se marie avec Cécile Mary NoPel Buchanan en 1905, celle-ci décède en 1932.
Il entre au Natural History Museum de Londres en 1889 et est conservateur au département d’entomologie de 1927 à 1932. Il participe comme naturaliste au Brésil en 1895-1896 et à la première mission de l’école de médecine tropicale de Liverpool au Sierra Leone en 1899 sous la direction de Sir Ronald Ross (1857-1932).
Austen participe aux travaux de la commission sur la maladie du sommeil en 1913-1914, puis à celle sur la mouche tsé-tsé et sur les criquets. Il reçoit la médaille Mary Kingsley de l’école de médecine tropicale de Liverpool. Il est membre notamment de la Zoological Society of London.
Austen fait notamment paraître A Monograph of the Tsetse-Flies-genus Glossina, Westwood-based on the collection in the British Museum (Londres, 1903), A handbook of the Tsetse-Flies (Genus Glossina) (Longmans & Co., 1911) et plusieurs autres ouvrages sur des diptères vecteurs de maladies illustrés par Amedeo John Engel Terzi (1872-1956). Il fait également paraître plusieurs petits livres sur des insectes nuisibles comme les mites, les punaises de lit ou la mouche domestique. Sur cette dernière, il faut notamment paraître The House-Fly as a Danger to Health et The House-Fly: its life-history and practical measures for its suppression, maintes fois rééditées. Auster est aussi l’auteur de Bombyliidae of Palestine (Londres, 1937).
Il traduit également des ouvrages de médecins français comme Albert Calmette (1861-1933) (Venoms. Venomous animals and antivenomous serumtherapeutics..., J. Bale & Co., Londres, 1908) ou Étienne Burnet (1873-1960) (The Campaign against Microbes, Bale, Sons & Danielsson, Londres, 1909).

## Source
- Allen G. Debus (dir.) (1968). World Who’s Who in Science. A Biographical Dictionary of Notable Scientists from Antiquity to the Present. Marquis-Who’s Who (Chicago) : xvi + 1855 p.
- Anthony Musgrave (1932). Bibliography of Australian Entomology, 1775-1930, with biographical notes on authors and collectors, Royal Zoological Society of News South Wales (Sydney) : viii + 380.